# Суча війна
Війна сук і злодіїв (рос. война сук и воров; сучья война) — жорстока боротьба двох груп ув'язнених, засуджених за кримінальні злочини, що відбувалася у виправно-трудових установах (ВТУ) СРСР в 1946—1956 рр.
У конфлікті брали участь з одного боку так звані «суки» — засуджені, що терпимо ставилися до адміністрації виправної установи (зазвичай, учасники німецько-радянської війни) і побажали «стати на шлях виправлення», а з іншого — «злодії в законі», що сповідували старі правила і заперечували будь-яку співпрацю з органами влади. Згодом, «війна» переросла в боротьбу «законних» злодіїв, тобто тих, що дотримуються «класичних» блатних правил, і злодіїв, що добровільно чи з примусу відмовилися від їхнього виконання і, відповідно, приєдналися до «сук».
Українські політичні в'язні ("бандери", як їх називали в таборах), зазвичай, не брали участі в цих конфліктах, а іноді й самі їх провокували заради власної вигоди.

## Виникнення
«Злодійський закон» забороняв злодіям працювати будь-де і найменшим чином співпрацювати з владою, включаючи і службу в армії. Злодії, які не брали участі у війні, вважали, що колишні злочинці-солдати, які пішли на співпрацю з владою, зрадили блатні ідеї, тому називали ув'язнених-учасників боїв «автоматниками», «вояччиною» або «польськими злодіями», оголосивши їх за своїм злодійським законом «суками». Звідси походить назва подій, що відбулися.
Табірна адміністрація спочатку намічала використовувати «війну сук» для скорочення чисельності злодіїв. З мовчазного схвалення керівництва, що пристало на ідею «нового злодійського закону», висунуту «суками», у виправних установах почалася міжусобна війна. Воюючі групи навмисно розміщувалися разом, і адміністрація не відразу придушувала побоїща.